# اچ‌دی ۱۲۱۵۰۴
اچ‌دی ۱۲۱۵۰۴ یک ستاره است که در صورت فلکی قنطورس قرار دارد.